# Alex Grey

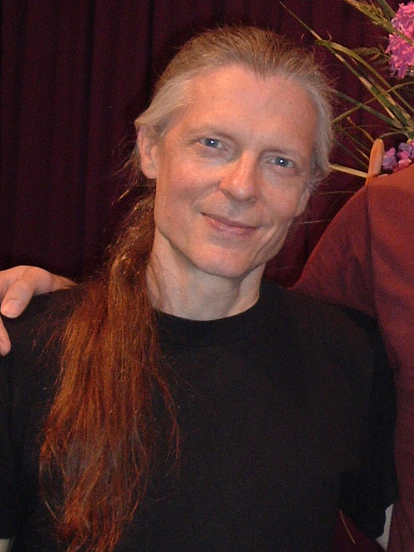
Alex Grey

Alex Grey (* 29. listopadu 1953 Columbus, Ohio) je americký výtvarný umělec, malíř, ilustrátor, sochař a performer. Jeho tvorba čerpá z lidského nevědomí a tyto zážitky přenáší na svá díla. V jeho dílech se zračí čistá mystická imaginace. Zabývá se sociálními a duchovními tématy.

## Život a dílo
Narodil se v Columbusu v Ohiu roku 1953. Jeho otec byl grafický designer a jeho talent podporoval. Alexovou vášní v mládí bylo sbírat hmyz a mrtvá zvířata z předměstské čtvrti a pohřbívat je v zadním dvoře. Témata smrti a neskutečna jdou názorně vidět v jeho dílech. Alex studoval na Columbuské škole umění a designu. Studium však nedokončil a začal se věnovat navrhováním bilboardů. Roku 1973 se odstěhoval do Bostonu a tam, při dalším studiu se setkal se svojí celoživotní láskou Allyson Grey se kterou pracuje na mnoha projektech. V roce 1975 se změnil celý jeho život díky mystickému zážitku s LSD. Vedl se svou ženou výtvarné dílny v New Yorku a v dalších městech. Vytvořil jedinečné série obrazů v životní velikosti. Jeho vizí bylo vzít diváka na cestu směrem k jejich vlastní božské přirozenosti a tím prozkoumat podrobně tělo, mysl i ducha. Jeho nedávná práce zkoumá předmět vědomí z hlediska "universálních bytostí", které vypadají jako mřížky, vesmír či nekonečné galaktické víry. Pro rok 2011-12 Watkins Rewiew jmenoval Alexe Greye za jednoho z duchovních vůdců, kde například patří i jeho svátost Dalai Lama. Jeho první monografií je Sacred Mirrors: Visionary Art of Alex Grey, druhá kniha se jmenuje Transfigurace. Greyovy malby jsou spirituálního a náboženského rázu, jak to jde například vidět na obrazech Ayahuasca Visitation nebo Namaste ze série Pokrok duše. Alex Grey také vytvořil ilustrace pro progresivní rockovou kapelu Tool. Album 10,000 Days bylo vydáno roku 2006 a jeho nedílnou součástí se stal obraz Nebytí. Toto dílo způsobilo řetězovou reakci kdy na tento motiv navazují hudební videa a další subkulturu např. návrhy pro šperky, oblečení a tetování. Alex má se svojí ženou dceru Zenu (herečku) žijící v Los Angeles.

## Výtvarné akce (performance)
- Pustina (1982)
- Life Energy (1978)
- Beast (1982)
- Lidský rod (1982)
- Burnt Offering (1983)
- Bohyně (1989)

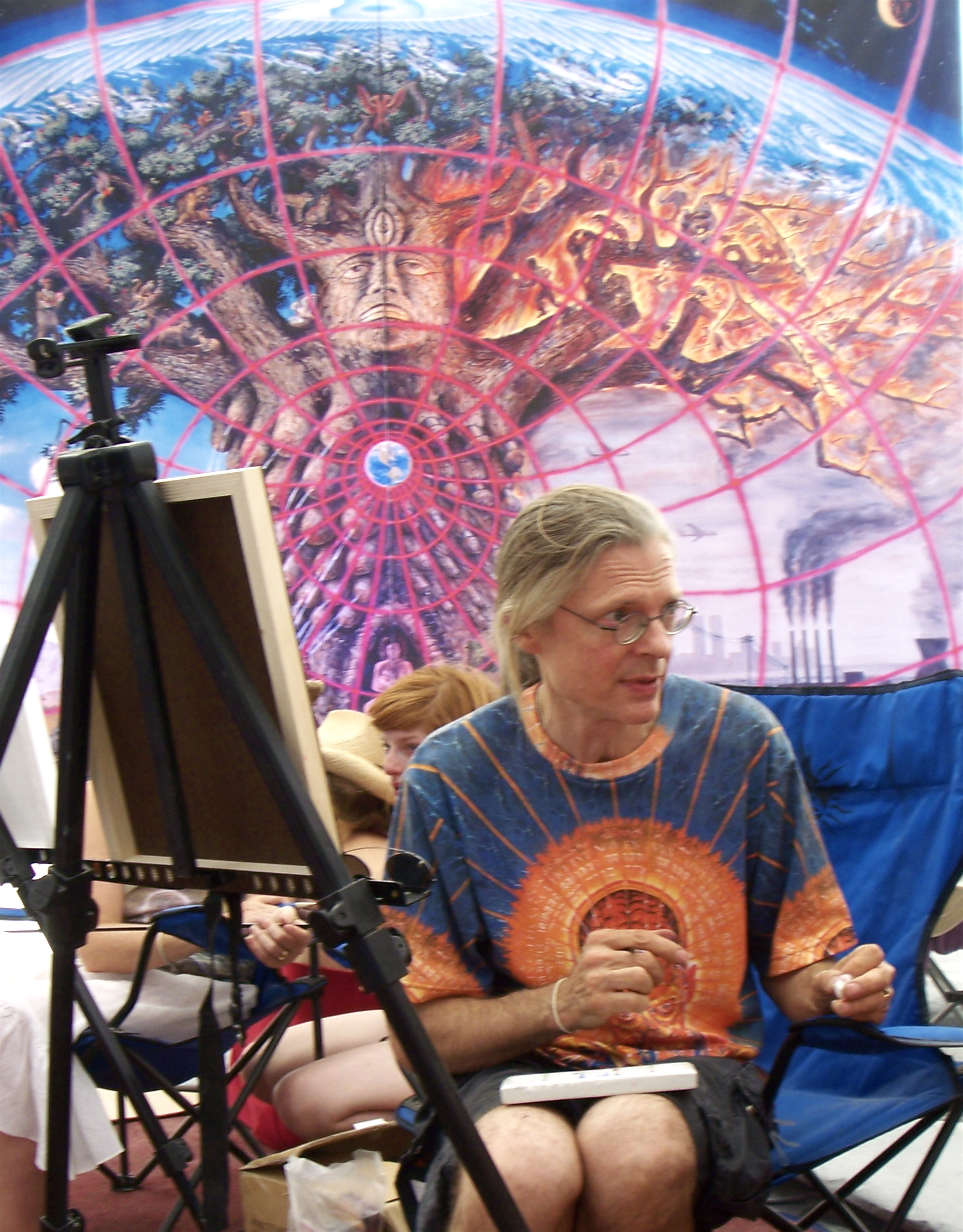
Tvorba Alexe Greye

Dílo Bohyně (1983), konané na Lincoln Center Plaza v New Yorku, probíhalo s kolemjdoucími lidmi a přáteli. Akce spočívala ve vytvoření monumentální bohyně vytvořené z 5500 jablek vyložených na zemi. Poté si jedna z přítomných žen sedla do srdečního centra Bohyně a začala kojit své dítě.
V New Yorku se konala jeho instalace, trvala 5 let od roku 2004-2009. Tyto díla byla vystavena v kapli Sacred Mirrors (CoSM).

## Výstavy
- Vrublevskaya Gallery, Moscow, Russia
- Orange Coast College Arts Pavilion, Costa Mesa, CA
- MetaGallery, Toronto, Canada
- East/West Gallery, New York City, NY
- Art Basel, 7th Circuit Gallery, Miami, FL
- Microcosm Gallery, 40 years of Self-Portraits, New York City, NY
- Microcosm Gallery, recent works, New York City, NY
- Microcosm Gallery, Everybody Is A Sacred Mirror, New York City, NY
- Chapel of Sacred Mirrors, New York City, NY
- CIIS Gallery, San Francisco, CA
- Tibet House, New York City, NY
- Feature Inc., New York City, NY
- Tibet House, New York City, NY
- San Diego Museum of Contemporary Art, La Jolla, CA
- Rico Gallery, Santa Monica, CA
- JFK University Gallery, Berkeley, California
- Bates College Gallery, Lewiston, Maine
- ARK exhibition space, Tokyo, Japan
- La Luz de Jesus, Los Angeles, CA
- University Galleries, Illinois State University, Normal, IL
- Carl Solway Gallery, Cincinnati, OH
- Rosenwald-Wolf Gallery, University of the Arts, Philadelphia, PA
- University of Colorado, Boulder, CO
- Islip Art Museum, Permanent Site Work, Islip, Long Island, NY
- Stux Gallery, New York, NY
- Stux Gallery, Boston, MA
- Tyler School of Fine Arts, Philadelphia, PA
- University of Massachusetts, Amherst, MA
- Stux Gallery, Boston, MA
- P.S. 1, Long Island City, NY
- Overland Gallery, Massachusetts College of Art, Boston, MA
- Stux Gallery, Boston, MA
- Nesto Gallery, Milton, MA
- Vehicule Art, Montreal, Canada
- Sarah Lawrence College, Performing Arts College, Bronxville, NY
- International Conference on Transpersonal Psychology, Danvers, MA
- Massachusetts College of Art, Boston, MA
- Helen Shlien Gallery, Boston, MA
- Ohio State House, Columbus, OH